# 宋朝皇室
宋朝皇族為「趙」姓皇室。

## 郡望
家族本為涿郡趙氏，又稱河間趙氏，為戰國時期趙王遷的後人。由於宋朝皇室的影響力，涿郡趙氏的聲望超過了同是望族的天水趙氏。涿郡趙氏與穎川趙氏有關聯。涿郡趙氏的趙廣漢曾任颍川郡太守，他的支派子孫後遷居穎川，後又衍生出穎川趙氏。唐之後，人口廣眾多，亦是望族。

## 家族史
宋宣祖昭武皇帝趙弘殷，涿郡（今河北省涿州市）人，後遷居洛陽，為是宋開國君主宋太祖趙匡胤、與繼位者宋太宗趙光義的父親。官拜後漢護聖軍都指揮使，據聞「少時驍勇異常，擅長騎馬、弓箭」。後來因其次子趙匡胤投靠郭威幕府，趙弘殷被派護駕出征，在兒子勸說之下倒戈，又在郭威和周世宗柴榮手下效力，先後任鐵騎第一軍都指揮使助周太祖郭威起兵推翻後漢，建立後周。後又出任檢校司徒，統率禁兵，封天水縣男。
趙弘殷之次子趙匡胤受周世宗柴榮臨終託孤，在周世宗柴榮駕崩之後，輔佐幼主後周恭帝柴宗訓。後受部下擁立，在陳橋兵變中黃袍加身，稱帝，是為宋太祖。建宋。柴氏後人並未遭不測，而是獲得宋室厚待。趙匡胤南征北討，先後滅后蜀、南汉和南唐等國，再次建立了相對統一中原王朝。
根據宋太宗的說法，他表示母親昭憲太后杜氏認為後周滅亡皆因幼主臨朝，所以留下兄終弟及的遺言，要求趙匡胤立下金櫃之盟，死後將帝位傳給光義，宋太祖被迫接受。歷史學家鄧廣銘、張蔭麟等論証「金櫃之盟為虛構」，影響至今，成為最有影響力的說法。
開寶九年（976年），宋太祖在北征契丹的途中，與其弟趙光義飲酒，共宿宮中；翌晨，太祖猝崩，得年50岁。據湘山野錄記載，有「燭影斧聲」的說法，普遍猜測宋太祖趙匡胤是被意圖篡位的宋太宗趙光義所弒。宋太祖趙匡胤之次子趙德昭後于太平兴国四年（979年）被迫自殺而死，宋太祖四子趙德芳则在太平兴国六年（981年）因病英年早逝。朝野皆認為死因與宋太宗趙光義有關。
宋朝文強武弱，因失去燕云十六州作為屏障，被迫與遼朝/契丹及西夏黨項盟約納歲幣，维持百餘年和平。
靖康元年（1126年），金兵滅遼朝後南下，北宋靖康二年（金朝天會五年）二月初六 (1127年3月20日)，北宋滅亡。趙宋皇室與文武官貴族遭受滅頂之災，宋徽宗、宋欽宗、一眾皇室宗親，及官員眷屬被迫「北狩」─ 被俘虜至金國。史稱靖康之禍。「北狩」途中，已有皇子皇女或夭折，或死於顛沛折磨。到達金國後，趙宋皇室依舊備受凌辱，皇子為奴，皇女入洗衣院(金人軍妓營)為娼婢，供金人奴役或淫樂，更有被賤賣到蒙古，朝鮮等地。趙宋皇室後又被金人遷至五國城（今黑龍江省依蘭縣城北舊古城）。宋徽宗與宋欽宗後駕崩於五國城。
與此同時，宋高宗趙構倖免於難，並在今河南商丘登基，南宋開始。高宗畏懼金朝及担心一旦北伐成功導致宋欽宗回国爭位，因此在1141年稱臣求和，達成紹興和議。由於宋高宗唯一之子早夭，南渡後不育，和群臣商議後，宋高宗復立趙德芳之六世孫趙昚為儲君，史稱宋孝宗。於是宋室天下在186年又回宋太祖一脈。趙德芳七世孫為宋光宗，八世孫為宋寧宗。趙德昭之九世孫亦為皇帝，稱宋理宗，十世孫為宋度宗，十一世孫為宋末三幼主。
南宋與蒙古帝國後來聯兵滅金朝，但又因唇亡齒寒的緣故，失去金朝作為其與蒙古之間的屏障，後於45年後崖山海戰中亡於蒙元。陸秀夫背著8歲的趙昺跳海自殺。不少後宮和大臣亦相繼跳海自殺。宋史記載七日後，十餘萬具屍體浮海。楊太后在聽聞宋帝昺的死訊在後亦赴海自殺，張世傑將其葬在海邊。不久張世傑亦舉家自殺。文天祥早前已在海豐被俘，後在元軍船艦上目睹宋軍大敗，曾作詩悼念。四年後仍拒降蒙元，從容就義。自此趙宋宗室自立國319年後在中國失去政權。

## 分封制度
宋承唐制，宗王襁褓即裂土而爵之。然名存實亡，無補於事。降至疏屬，宗正有籍，玉牒有名，宗學有教，郊祀、明堂，遇國慶典，皆有祿秩。所寓州縣，月有廩餼。至於宗女適人，亦有恩數。然國祚既長，世代浸遠，恆產豐約，去士庶之家無甚相遠者。靖康之亂，諸王駢首以弊於金人之虐，論者咎其無封建之實，故不獲維城之助焉。

### 皇室男性
宋太祖分封其父親五子為王，王長子封國公，拜節度使，後襲郡王名號。
熙寧二年，詔宣祖、太祖、太宗之子，皆擇其後一人為宗，世世封公，以奉其祀，不以服屬盡故殺其恩禮。
熙寧三年，太常禮院言：「本朝近制，諸王之後，皆用本宮最長一人封公繼襲。去年詔祖宗之子皆擇其後一人為宗，世世封公，即與舊制有異。按禮文，諸王、公、侯、伯、子、男，皆子孫承嫡者傳襲。若無嫡子及有罪疾，立嫡孫；無嫡孫，以次立嫡子同母弟；無母弟，立庶子；無庶子，立嫡孫同母弟；無同母弟，立庶孫。曾孫以下準此。合依禮令，傳嫡承襲。」詔可。

### 皇室女性
宋朝公主為國公主。 宋制，“皇姑母”曰大長公主，“皇姊妹”曰長公主，“皇女”曰公主，“王女”曰郡主。“王孫女”曰縣主。
政和三年（1113年）因蔡京上奏，宋廷應仿照周朝“王姬”位號，改帝女“公主”為“帝姬”。《宋史·禮志十八》載：「徽宗改公主為姬，下詔曰：『在熙寧初，有詔釐改公主、郡主、縣主名称，當時群臣不克奉承。近命有司稽考前世，周稱「王姬」，見於《詩》、《雅》。「王姬」雖周姓，考古立制，宜莫如周。可改“公主”為“帝姬”、“郡主”為“宗姬”、“縣主”為“族姬”。其称“大長”者，為“大長帝姬”，仍以美名二字易其國號，内兩國者以四字。』」“帝姑祖母”亦封“大長帝姬”，為與“帝姑母”有所區別，雖仍封“大長帝姬”，但改以四字美名為封號。 而時人認為帝姬此號與「帝飢」同音，引為不吉。後宋室因靖康之難南遷，於建炎元年（1127年）復舊制。

## 行輩
宋開國初，宋太祖趙匡胤分封父親宋宣祖─武昭皇帝趙弘殷所生的五子，並親書玉牒十四字，「以別源流、以示子孫、雖至疏遠、亦知昭穆、不失次序、並嘱『吾族无亲疏、世世為緦麻』。這三派子孫根據宋太祖所定各十四字輩、循環不息地命名，至今仍保留此傳統。」

### 行輩訣
宋太祖即位后，为了表示对宣祖（赵弘殷）的子孙一视同仁，将赵光义和赵廷美的儿子也称为“皇子”。太祖、太宗、魏王廷美则被赵宋宗室后人称为“三祖”。三祖的后代都按字排行，以区分辈分。宋太祖还亲自为三房子孙拟定了十四个辈份用字，“以别源流，以示子孙。虽至疏远，亦知昭穆，不失次序”。
根据宋朝宗正寺《仙源类谱》的记载，宗室玉牒辈份用字如下：
- 德惟从世令子伯，师希与孟由宜顺  太祖系后代用此十四字。
- 德允宗仲士不善，汝崇必良友季同  太宗系后代用此十四字（“德”字后来改为“元”字）。
- 德承克叔之公彦，夫时若嗣古光登  魏王系后代用此十四字。

三派字輩合成一訣 : 「若夫元德允克，令德宜崇。師古希孟，時順光宗。良友彥士，登汝必公。不惟世子，與善之從。伯仲叔季，承嗣由同。」寓意三派子孫勿恃貴而輕賤，以至怠慢無禮。若有分薄家貧無依，富盛者宜加意助力，勿使流離。但从宋真宗时起，帝系就不再用字辈起名。皇子皆取单名。但旁系宗室则仍然按字辈取名。

### 行輩表
| 系别   | 宅名          | 行辈 | 行辈 | 行辈  | 行辈 | 行辈  | 行辈 | 行辈 | 行辈 | 行辈 | 行辈 | 行辈 | 行辈 | 行辈 | 行辈 | 行辈 | 行辈 |
| 翼祖系 |               | 弘   | 咸   | 嘉    | 文   | 可    | 修   | 景   | 遵   | 端   | 廣   | 繼   | 大   |      |      |      |      |
| 太祖系 | 睦親宅        |      |      | 德    | 惟   | 從/守 | 世   | 令   | 子   | 伯   | 師   | 希   | 與   | 孟   | 由   | 宜   | 順   |
| 太宗系 | 睦親宅        |      |      | 德→元 | 允   | 宗    | 仲   | 士   | 不   | 善   | 汝   | 崇   | 必   | 良   | 友   | 季   | 同   |
| 魏王系 | 廣親宅        |      |      | 德    | 承   | 克    | 叔   | 之後 | 公   | 彥   | 夫後 | 時   | 若   | 嗣   | 次   | 古   | 光   |
| 真宗系 |               |      |      |       | 礻左 |       |      |      |      |      |      |      |      |      |      |      |      |
| 仁宗系 |               |      |      |       |      | 日左  |      |      |      |      |      |      |      |      |      |      |      |
| 英宗系 | 親賢宅        |      |      |       |      |       | 頁右 | 孝   | 安   | 居   | 多   | 自   | 甫後 |      |      |      |      |
| 神宗系 | 懿親宅→棣華宅 |      |      |       |      |       |      | 亻左 | 有   | 卿後 | 茂   | 中後 | 孫後 |      |      |      |      |
| 徽宗系 | 蕃衍宅        |      |      |       |      |       |      |      | 木左 | 成   |      |      |      |      |      |      |      |
| 欽宗系 |               |      |      |       |      |       |      |      |      | 訁左 |      |      |      |      |      |      |      |
| 孝宗系 |               |      |      |       |      |       |      |      |      |      | 忄左 | 扌左 | 土左 |      |      |      |      |
| 光宗系 |               |      |      |       |      |       |      |      |      |      |      | 扌左 |      |      |      |      |      |
| 寧宗系 |               |      |      |       |      |       |      |      |      |      |      |      | 土左 |      |      |      |      |
| 理宗系 |               |      |      |       |      |       |      |      |      |      |      |      |      | 糹左 |      |      |      |

## 趙宋家法
相傳宋太廟有宋太祖誓碑，金人擄劫太廟後，世人得以一見。上題：
「柴氏子孫有罪，不得加刑，縱犯謀逆，止於獄中賜盡，不得市曹刑戮，亦不得連坐支屬。」
「不得殺士大夫及上書言事人。 」
「子孫有渝此誓者，天必殛之。」

## 現今分布
太宗派在南宋灭亡時，隨朝廷南下到潮汕與珠江三角洲一带，但绝大多数到了崖山海战战场所在地的廣東四邑一帶定居，如新会古井镇霞路赵氏和台山斗山镇浮石赵氏，均源於商王九世孫趙必樘；新会三江趙氏，源自商王九世孫建安郡王趙必迎；江門滘頭趙氏，則源自商王九世孫趙必㭙；而珠海市斗门区崑山趙氏，屬魏王派，於1250年遷到斗門。
而魏王派「趙」姓皇室 後人如今多定居在福建省漳浦縣湖西鄉碩高山趙家堡，太祖派「趙」姓皇室 則多定居在福建省華安縣銀塘村。部份太祖派宗室亦移居朝鮮半島，如橫城趙氏、白川趙氏 (是宋太祖長子趙德昭的後人)和林川趙氏  (源自宋太祖的曾孫、冀王趙惟吉（조유길）的兒子趙天赫）。

## 另見
- 宋朝
- 靖康之变
- 趙姓
- 皇室
- 宗室
- 宋朝君主列表
- 宋朝皇帝世系图